# Big Dirty Band
The Big Dirty Band foi um supergrupo canadense composto por, Geddy Lee (baixo) e Alex Lifeson (guitarra) do Rush, Ian Thornley do Thornley e Big Wreck (vocal e guitarra), Adam Gontier do Three Days Grace (vocal e guitarra), Care Failure do Die Mannequin (vocais) e o baterista do The Tea Party, Jeff Burrows.

## Membros
- Care Failure – vocal
- Geddy Lee – baixo
- Alex Lifeson – guitarra solo
- Ian Thornley – guitarra rítmica, vocais de apoio
- Jeff Burrows – bateria
- Adam Gontier – guitarra rítmica, vocais de apoio

* Em alguns shows ao vivo, Geddy Lee foi substituído por Andy Curran e Adam Gontier não toca.